# Молекулярная проводимость
Молекуля́рная проводи́мость — общий термин, объединяющий явления переноса электрона по молекулам вещества. Проводимость на молекулярном уровне отличается от проводимости металлов наличием квантовых эффектов. Механизмом молекулярной проводимости может являться туннелирование, термически активированный перенос электрона.
Явление используется в наноэлектронных устройствах. Создание таких устройств требует измерения проводимости молекул, что является технически сложной задачей.